# Edwardsův syndrom
Edwardsův syndrom nebo také trisomie 18 je genetická porucha pojmenovaná po Johnu H. Edwardsovi, který ji jako první v roce 1960 popsal. Jde o nejčastější trisomie (numerická odchylka chromozomů) po Downově syndromu.
Na toto téma byl v roce 2010 natočen český film Zachraňte Edwardse o rodině, která vychovávala dceru s tímto postižením celkem 8 let.

## Příčina
Tato porucha je způsobena přítomností tří (místo dvou) chromozomů 18 v plodu nebo v buňkách dítěte.

## Projevy
Genetická informace navíc ze třetího chromozomu způsobuje abnormální charakteristiky jedinců postižených Edwardsovým syndromem. Protože každá buňka v těle obsahuje informaci navíc, schopnost normálně růst a vyvíjet se je opožděná.
Charakteristické projevy (liší se u každého případu, ale mohou byt takové):
- nízká porodní váha
- malá, abnormálně tvarovaná hlava
- malá čelist
- malá ústa
- nízko posazené uši
- sevřené pěsti s překrývajícími se prsty
- srdeční poruchy
- problémy v přijímání potravy
- obtížné dýchání
- „obrácený“ nos
- opožděný růst
- nevyvinuté nebo chybějící palce

## Prognóza
Míra přežití pacientů s Edwardsovým syndromem je velice nízká. Téměř polovina plodů
zemře v děloze. Jen 50 % narozených děti žije do 2 měsíců, a jen 5-10 % přežije
svůj první rok života. Nejčastější příčiny smrti se týkají dýchání a srdečních
vad. Je nemožné předem určit přesnou prognózu Edwardsova syndromu během
těhotenství. Větší lékařské zákroky jsou těmto dětem běžně odepřeny. Je také
těžké stanovit, jaké by byly šance na přežití v případě, že by se s těmito
dětmi zacházelo stejně, jako s jejich zdravými vrstevníky.

## Výskyt
Míra vzniku Edwardsova syndromu je cca 1:3000 početí a 1:6000 narození. Z toho
50 % je zjištěno v těhotenství s možností, že plod nepřežije prenatální období.
Ačkoli mohou děti s tímto syndromem počít ženy ve 20 i 30 letech, s rostoucím
věkem se toto riziko zvyšuje.